# Bell Motor Car Company (Michigan)
Bell Motor Car Company war ein US-amerikanischer Hersteller von Automobilen.

## Unternehmensgeschichte
W. D. Bell, der vorher bei der Peerless Motor Car Corporation tätig war, und H. R. Fordyce, vormals Manager bei der Everitt-Metzger-Flanders Company, gründeten Ende 1911 das Unternehmen. Der Sitz war in Detroit in Michigan. 1912 begann die Produktion von Automobilen. Der Markenname lautete Belmobile. Die erste Präsentation fand auf der Detroit Automobile Show im Januar 1912 statt. Im gleichen Jahr endete die Produktion.
Es gab keine Verbindung zur gleichnamigen Bell Motor Car Company aus Pennsylvania.

## Fahrzeuge
Im Angebot stand nur das Model A. Ein Zweizylindermotor mit 20 PS Leistung trieb über ein Zweiganggetriebe und eine Kardanwelle die Hinterachse an. Auffallend war eine lange Motorhaube und ein niedriger Aufbau. Fahrgestell und Motorhaube waren grau, die Karosserie blau lackiert. Der Roadster bot Platz für zwei Personen. Hinter den Sitzen war ein ovaler Benzintank, der 15 Gallonen (etwa 57 Liter) fasste.